# ثيودور كارا
ثيودور كارا (بالإنجليزية: Theodore Kara)‏ (2 أبريل 1916 – 1944) هو ملاكم أمريكي راحل، مثّل بلاده في الألعاب الأولمبية الصيفية 1936.

## روابط خارجية
ثيودور كارا على موقع أوليمبيديا (الإنجليزية)